# Императорская печать Кореи

Ихванмун (Печать Корейской империи)

Императорская печать Кореи или Ихвамун (кор. 이화문?, 李花紋?) — символ в виде стилизованного красного 5-лепесткового цветка сливы. Являлась одним из символов Корейской империи.
Первоначально она являлась личным гербом королевской семьи и впоследствии этот символ был использован для государственной печати во времена недолго существовавшей империи. Иногда её называют государственным гербом, хотя официального герба страны в то время не существовало.
Помимо печати, на корейских марках и монетах этого периода также встречается изображение орла, выполненное в геральдической манере. Орел держит в своих когтях меч и глобус, а на его груди и крыльях присутствуют несколько символов «тхэгык», таких же, как на нынешнем флаге Южной Кореи. Возможно, композиция этой эмблемы была вдохновлена гербом Российской империи, бывшей тогда близким союзником Кореи.

Эмблема, встречающаяся на марках Корейской империи
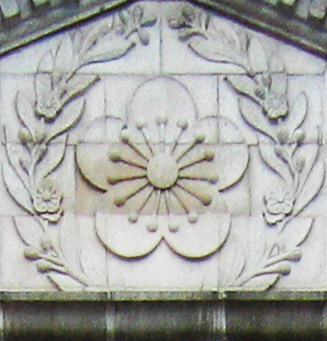
рельеф в павильоне Сокчоджон, дворец Токсугун в Сеуле.
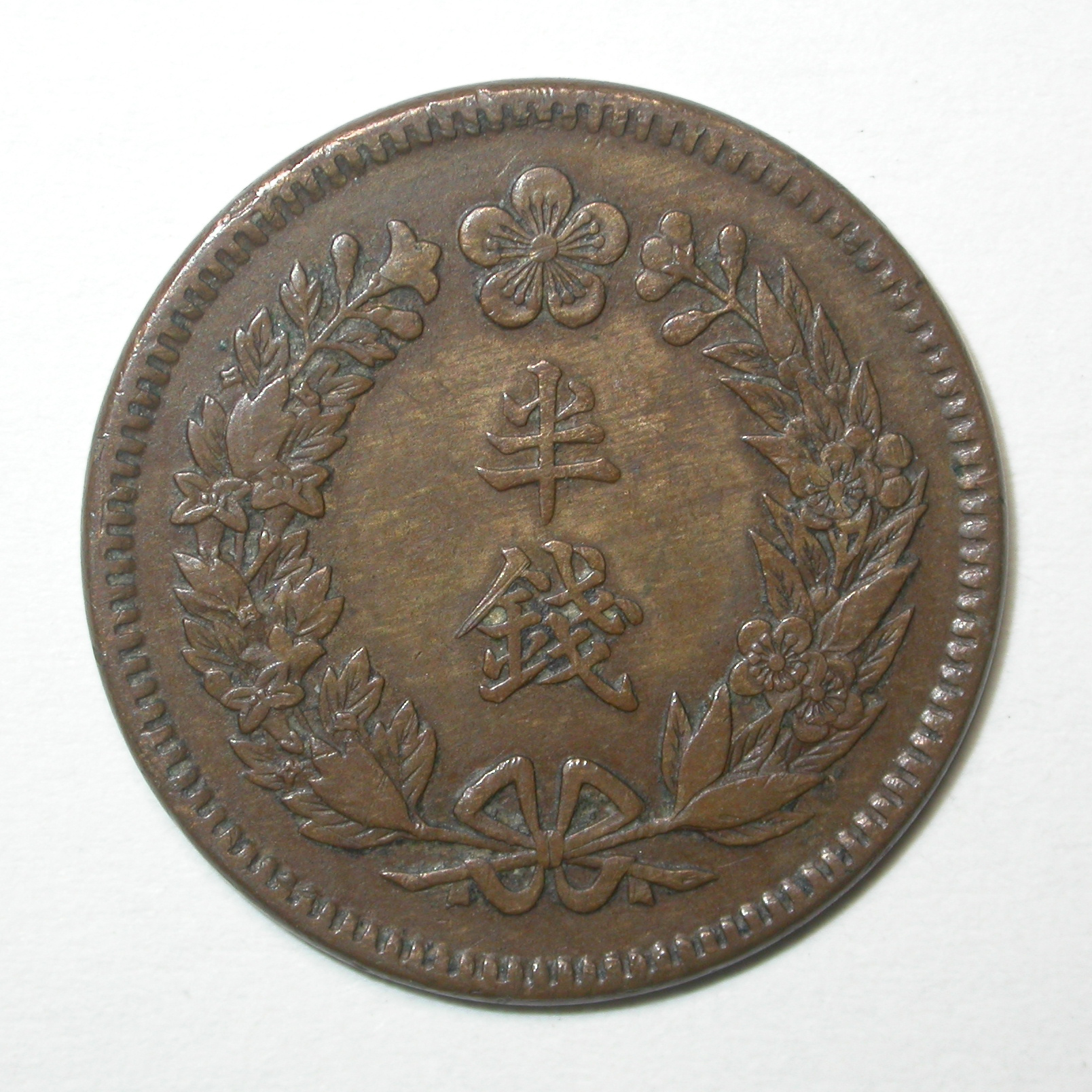
Монета ½ чона (1909).
Государственная печать. Изображение из паспорта (1903).
Герб Корейской империи (1900).